# 沈克
沈克（1894年—1961年），中國河北保定人。

## 生平
自北洋軍基層做起，後改投國民革命軍，為石友三麾下將軍。1935年，因長城抗戰獲得青天白日勳章，中華民國與日本之八年抗戰期間亦擔任重要軍職。1946年退役後，經歷天津北方輪船公司董事長等職。1949年，中華人民共和國成立後，任全國政協委員。職至1961年於北京去世為止。